# Антоніо Манчіні
Антоніо Манчіні (італ. Antonio Mancini, 14 листопада 1852, Рим, Італія — 28 грудня 1930, Рим, Італія) — італійський художник, імпресіоніст.

## Біографія
Народився в Римі. У 19 років вступив до Королівського інституту витончених мистецтв в м. Неаполь. Серед його викладачів були Доменіко Мореллі (1823—1901) і Філіппо Паліцці (1818—1899).
У 1872 році вперше роботи були виставлені на Паризькому салоні.
Особисте знайомство з Едгаром Дега і Едуаром Мане вплинуло на стиль Манчіні.
У 1881 році переніс психічне захворювання, після якого переїхав до Риму і прожив там близько 20 років.
Пізніше переїхав до Фраскаті, де прожив до 1918 року.
Жив у бідності. Виживав завдяки допомозі друзів і шанувальників його робіт. Матеріальне становище покращилось тільки після закінчення Першої світової війни.
Помер в 1930 році. Похований у базиліці Санті-Боніфаціо-е-Алессіо на Авентинському пагорбі.